# Sociedade Esportiva e Recreativa Caxias do Sul
El Sociedade Esportiva e Recreativa Caxias do Sul, más conocido como Caxias, es un club de fútbol brasileño de la ciudad de Caxias do Sul en Rio Grande do Sul. Fue fundado en 1935 y desde 2024 jugará en el Campeonato Brasileño de Serie C.

## Uniforme
- Uniforme titular: Camiseta granate, pantalón granate, medias granates.
- Uniforme alternativo: Camiseta blanca, pantalón blanco, medias blancas.
- Tercero uniforme: Camiseta azul con franjas granates, pantalón azul, medias azules.

## Entrenadores
- Luiz Carlos Ferreira (marzo de 2011–abril de 2011)[3][4]
- Guilherme Macuglia (2011)[5]
- Argel Fuchs (2011)[6]
- Paulo Porto (2011)[7]
- Mauro Ovelha (abril de 2012–agosto de 2012)[8][9]
- Ricardo Cobalchini (interino- agosto de 2012)[9]
- Picoli (agosto de 2012–febrero de 2014)[10][11]
- Itamar Schülle (septiembre de 2014–2014)[12]
- Paulo Turra (octubre de 2014–marzo de 2015)[13][14]
- Hélio dos Anjos (marzo de 2015–abril de 2015)[15][16]
- Luís Antônio Zaluar (abril de 2015–junio de 2015)[17][18]
- Marcelo Vilar (junio de 2015–agosto de 2015)[19][20]
- Beto Campos (agosto de 2015–septiembre de 2016)[21][22]
- Luiz Carlos Winck (septiembre de 2016–julio de 2018)[23][24]
- Pingo (noviembre de 2018–junio de 2019)[25][26]
- Paulo Henrique Marques (junio de 2019–julio de 2019)[27][28]
- Rafael Lacerda (julio de 2019–mayo de 2021)[29][30]
- Rafael Jaques (mayo de 2021–octubre de 2021)[30][31]
- Rogério Zimmermann (octubre de 2021–marzo de 2022)[32][33]
- Thiago Carvalho (junio de 2022–abril de 2023)[34][35]
- Tcheco (abril de 2023–junio de 2023)[36][37]
- Gerson Gusmão (junio de 2023–febrero de 2024)[38][39]
- Argel Fuchs (febrero de 2024–junio de 2024)[40][41]
- Luizinho Vieira (septiembre de 2024–abril de 2025)[42][43]
- Júnior Rocha (abril de 2025–presente)[2]

## Palmarés

### Torneos estaduales
- Campeonato Gaucho (1):  2000.
- Segunda División del Campeonato Gaucho (1):  1953.